# Szoftverrendszer
A szoftverrendszer egy olyan összetevőkből álló rendszer, amelyek szoftver alapján kommunikálnak, és részei egy számítógépes rendszernek (hardver és szoftver kombinációja). A szoftverrendszer több különálló programból és konfigurációs fájlokból áll, amelyek ezen rendszert felállítják, rendszerdokumentáció tartozik hozzá, amely pontosan leírja a rendszer szerkezetét, valamint felhasználói dokumentációból áll, amely részletesen elmagyarázza a rendszer használatát.
A "szoftverrendszer" kifejezést meg kell különböztetni a "számítógépes program" és a "szoftver" kifejezésektől. A számítógépes program általában olyan utasítások összessége (forráskód vagy objektumkód), amelyek egy adott feladatot végeznek. A szoftverrendszer azonban általában szélesebb koncepcióra utal, sokkal több komponenst tartalmaz, mint például a specifikáció, a teszteredmények, a végfelhasználói dokumentáció, a karbantartási nyilvántartások stb.
A szoftverrendszer kifejezés használata szoftvermérnöki szempontból kapcsolódik a rendszerek elméleti megközelítéseinek alkalmazásához. A szoftverrendszer több különálló számítógépes programból és azokkal összefüggő konfigurációs fájlokból, dokumentációból stb. áll, amelyek együttműködnek. A fogalom nagy és összetett szoftverek tanulmányozásában használatos, mert a szoftver fő komponenseire és azok kölcsönhatásaira összpontosít. Kapcsolódik a szoftverarchitektúra területéhez is.
Az ACM Szoftverrendszer Díjjal minden évben olyan személyeket vagy szervezetek jutalmaznak, akik olyan rendszereket fejlesztettek ki, amelyek tartós hatást gyakoroltak, amely megnyilvánul a fogalmak megértéséhez való elősegítésben, a kereskedelmi elfogadásban vagy akár mindkettőben. Az ACM (Számítógépes Társaság) adományozza 1983 óta, melyhez készpénzjutalom is jár az IBM támogatásával. Két típusa a rendszerprogram és az alkalmazásprogram.

## Fajtái
A szoftverrendszerek fő kategóriái közé tartoznak az alkalmazás-szoftverfejlesztésre, a programozási szoftverekre és a rendszerprogramokra alapulók, bár a megkülönböztetés bonyolult. A szoftverrendszerek közé tartoznak például az operációs rendszerek, a foglalási rendszerek, a légi közlekedési irányító rendszerek, a katonai parancsnoki és irányító rendszerek, a telekommunikációs hálózatok, a tartalomkezelési rendszerek, az adatbázis-kezelési rendszerek, a szakértői rendszerek, a beágyazott rendszerek stb.

## Fordítás
Ez a szócikk részben vagy egészben  a   Software system című angol Wikipédia-szócikk fordításán alapul.  Az eredeti cikk szerkesztőit annak laptörténete sorolja fel. Ez a jelzés csupán a megfogalmazás eredetét és a szerzői jogokat jelzi, nem szolgál a cikkben szereplő információk forrásmegjelöléseként.